# Marie-Andrée Morisset-Balier
Marie-Andrée Morisset-Balier (* 5. September 1938 in Fécamp) ist eine französische Organistin.

## Leben
Marie-Andrée Morisset-Balier stammt aus der Stadt Fécamp. Am Conservatoire de Rouen war sie unter anderem Schülerin von Marcel Lanquetuit und gewann fünf erste Preise. Ab 1963 war sie Organistin an der Kirche Saint-Ouen de Longpaon in Darnétal und ab 1971 an Notre-Dame-du-Port (Clermont-Ferrand). 1977 wurde sie zur Titularorganistin an der Cavaillé-Coll-Orgel von St. Ouen in Rouen ernannt. Bis 2018 veröffentlichte sie 50 LP- bzw. CD-Alben. Sie ist mit dem Trompeter, Musikwissenschaftler und Maler Michel Morisset (* 1936) verheiratet. Die Komponisten André Fleury, Georges Migot und Édouard Senny schrieben für sie und ihren Mann verschiedene Werke für Trompete und Orgel.

## Tondokumente

### Orgel solo
- Charles-Marie Widor: Symphonie Gothique, Opus 70. LP, Label Grand Orgue.
- Charles-Marie Widor: Symphonie Gothique, Opus 70. CD, Motette Ursina.
- Charles-Marie Widor: Quatrième Symphonie, Opus 13. LP, Label Grand Orgue.
- Charles-Marie Widor: Symphonie Nr. 2, Opus 13, 2. 1988, Motette Ursina.
- Marie-Andrée Morisset-Balier a grand orgue Cavaillé-Coll De l’abbatiale Saint-Ouen de Rouen. CD, A.S.O. 92 576.